# Siros

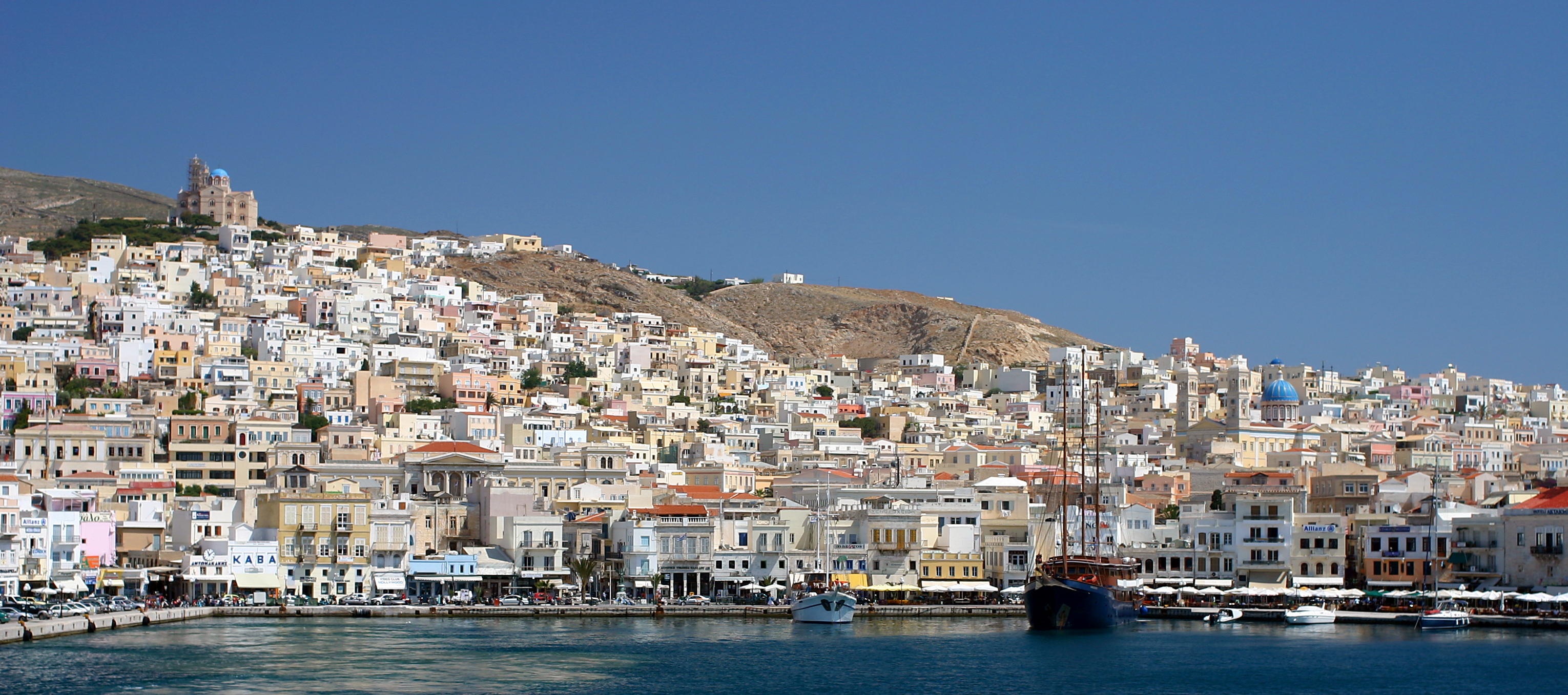
La capital de Siros i de les Cíclades, Hermúpolis

|  | Per a altres significats, vegeu «Siros (mitologia)». |

Siros (grec: Σύρος) és una illa grega que pertany al grup de les Cíclades. Està situada al bell mig d'aquest arxipèlag. Té una població d'uns 21.000 habitants i una superfície d'uns 100 km². Tot i ser l'onzena cíclada per superfície, és la més habitada de totes i, en conseqüència, és la que té una densitat de població més gran.
Administrativament, forma una unitat perifèrica, a la qual pertany també l'illa deshabitada de Giaros, que fa part de la perifèria de l'Egeu Meridional. Hermúpolis, la capital de l'illa, també és la capital de la perifèria, i és la tercera ciutat, amb 11.000 habitants, després de les capitals de Rodes i Cos. Aquesta importància prové del fet que, després de la revolució grega de 1821, molts de refugiats s'hi instal·laren i feren créixer l'economia i la població de l'illa, i fundaren Hermúpolis.

## Història

### Antiguitat
Els acadèmics moderns han identificat sovint Siros amb l'illa de Síria esmentada en l'Odissea (XV 403 ss.), però actualment aquesta identificació està descartada. A l'antiguitat, Siros constituïa una sola polis, amb centre urbà situat sota l'actual Hermúpolis, i de la qual gairebé no es conserven restes. Els seus ciutadans de raça jònia, i es dividien en tres tribus, que es corresponien amb divisions territorials de l'illa.
A l'antiguitat fou una illa de poca importància, i se'n tenen poques notícies. Se sap que, com la major part de les Cíclades, va fer part de la Lliga de Delos i, posteriorment, de la segona lliga naval atenesa, cap al 370 aC. Després de les guerres macedòniques al segle ii aC, Siros es va incorporar al domini romà, que continuà fins a l'edat mitjana dins l'Imperi Romà d'Orient. Al llarg d'aquest darrer llarg període, la ciutat s'anà abandonant, i la població es refugià a la part alta, a l'actual localitat d'Ano Siros ('Siros de Dalt').

### Venetocràcia
Després de la Quarta Croada, els venecians s'apoderaren de l'illa, juntament amb les altres illes veïnes, i així s'incorporà al Ducat de Naxos vers el 1207. Durant el domini venecià, fou anomenada també la Suda. En aquest període, els catòlics van esdevenir majoria entre la població, cosa que no vol dir que els venecians i occidentals en general fossin majoria, sinó que molts de grecs seguiren la fe catòlica. El règim feudal de l'illa fou específic, i va hostejar la colònia d'occidentals o francs (italians, francesos i altres europeus catòlics) més densa de la zona, coneguts com els francosirians (frankosyrianoi) o francs siriotes, de manera que constituí un bastió del catolicisme. El 1419, el sultà Mehmet I la va reconèixer com a possessió veneciana, però a l'inici el segle xvi va patir els atacs de pirates turcs (i alguns de no turcs), entre els quals destacà l'atac de Kurtoğlu el 1515.

### Turcocràcia
Conquerida l'illa el 1522 per Barba-rossa, la població de l'illa va minvar i es va estendre la fam. Sota el duc Josep Nasi, entre 1566 i 1579, tornà la prosperitat. El 1566, Siros va obtenir un règim fiscal especial i autonomia interna (ahd name), que fou ratificat el 1580 i el 1640. Per un acord entre el Regne de França, els Estats Pontificis i Turquia, els catòlics de l'illa van romandre sota la protecció de França i del papa, cosa que va permetre desenvolupar l'autonomia local. El 1579, a la mort de Nasi, l'illa, juntament amb les d'Andros, Naxos, Paros, Santorí i Melos, foren cedides per un decret del soldà a Sulayman Beg (1579 a 1582) i després al grec Comnè-Coniata (1598-1601). Les ràtzies dels pirates i corsaris van tornar, i el 1617 el kapudan paixà Ali Çelebi va fer penjar el bisbe catòlic i es va emportar tres-cents presoners acusats de col·laborar amb els pirates. Després d'això, els siriotes i els meliotes van haver de pagar l'impost de kharadj al govern d'Istanbul. El 1630 hi van arribar missioners jesuïtes; el 1700 el viatger francès Torunefort diu que hi havia un bisbe catòlic i 40 sacerdots, i que els turcs eren només unes dotzenes, dirigits per un cadi.
Durant la Guerra russo-turca de 1768-1774, fou ocupada per la flota russa; el 1774 el sultà va fer matar el governador turc de l'illa, i la va cedir en feu a Shah Sultan, germana de Selim III. El 1800 la població era d'unes cinc mil persones, i els productes principals eren el cotó, les figues i el vi.

### Independència
L'illa fou neutral a la revolució grega de 1821, i com a lloc segur va atreure molts comerciants i refugiats que van donar un gran dinamisme a l'economia. Els refugiats de Quios i Psara van construir llavors una ciutat nova, al peu de la que llavors era la capital (actualment Ano Siros), a la mateixa zona on se situaven les restes de la ciutat antiga. Aquesta nova ciutat, anomenada Hermúpolis, va esdevenir una de les principals ciutats gregues, sobretot gràcies a les drassanes que es van construir al port, que encara produeixen o reparen nombrosos vaixells. L'emigració cap a l'illa va modificar la proporció de catòlics, que abans eren més del 90%, i actualment només són el 40%, i que, fins fa poc, vivien principalment a la vila de dalt.
Efectuada la independència del Regne de Grècia el 1830, es va incorporar al nou estat hel·lènic. Durant la revolta de Creta del 1866 a 1869, va acollir refugiats cretencs. El 1912 s'hi va lliurar també una batalla naval al port d'Hermúpolis entre el creuer turc Hamidiyye i el vaixell grec Macedonia.
El 1981 tenia 19.794 habitants, gairebé els mateixos que al cens del 2004 (19.782 habitants).

## Personatges famosos
- Ferecides de Siros, un dels primers filòsofs grecs
- Emmanuel Roïdis (1836-1904), escriptor
- Markos Vambakaris (1905-1972), músic
- Manos Eleftheríou (1938-2018), poeta
- Antonio Gregorio Vuccino (1861-1968), arquebisbe de Corfú, Zante i Cefalònia
- Demetrios Vikelas (1835-1908), primer president del Comitè Olímpic Internacional (1894-1896)